# Coleophora iranella
Coleophora iranella é uma espécie de mariposa do gênero Coleophora pertencente à família Coleophoridae.